# Reine douairière

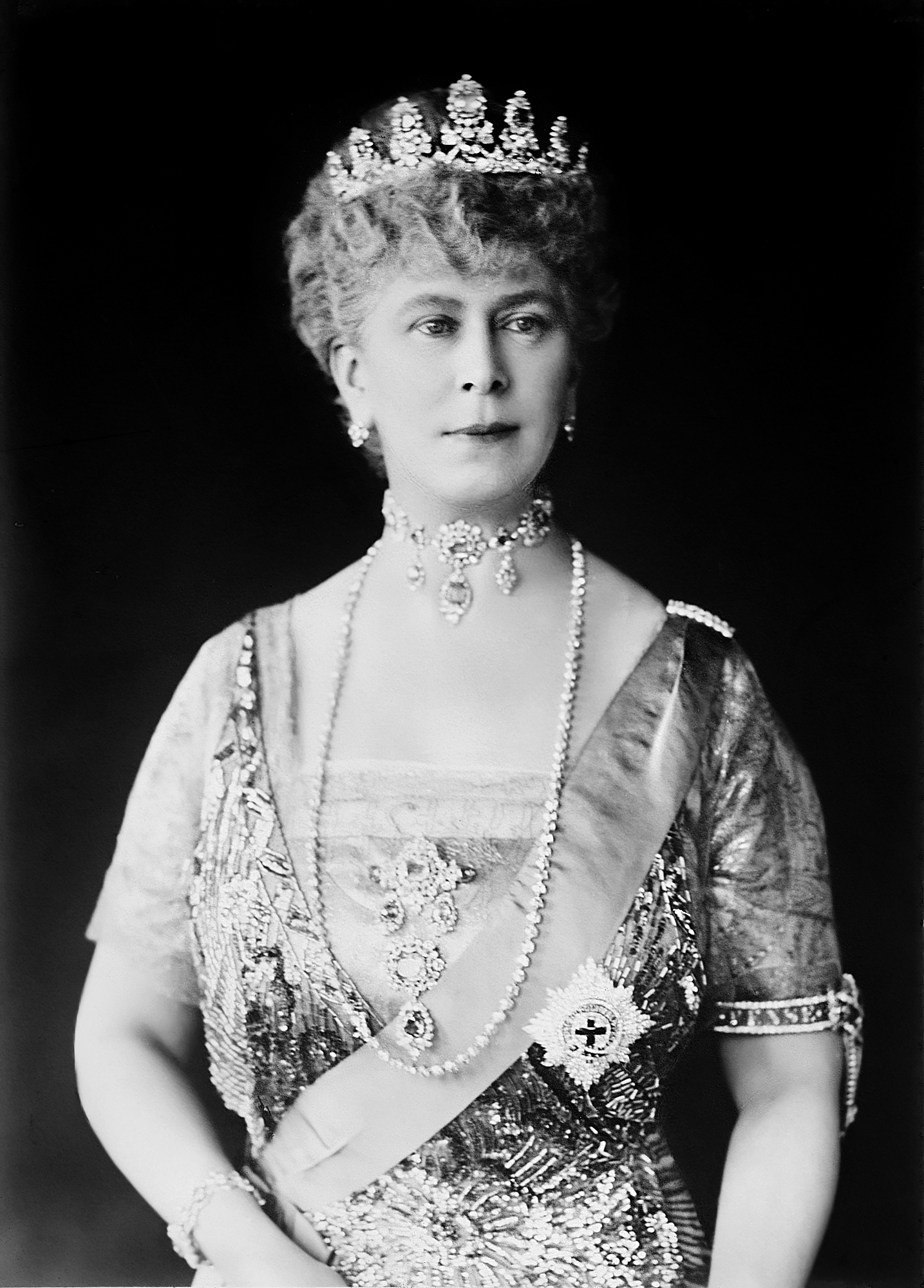
Portrait de Mary de Teck (1867-1953), reine douairière du Royaume-Uni de 1936 à sa mort.

Une reine douairière (dans le cas d'une princesse : princesse douairière ou princesse mère) est un titre généralement détenu par la veuve d'un roi. S'il s'agit de la veuve d'un empereur, on parle alors d'impératrice douairière. Son sens complet ressort clairement des deux mots qui la composent : « reine » désigne une personne ayant été l'épouse d'un roi, tandis que « douairière » s'utilise pour une femme qui détient le titre de son mari décédé (par opposition, une reine qui gouverne de son propre droit et non en raison de son mariage est une reine régnante). Dans le cas où la reine douairière est la mère d'un souverain en fonction, on parle alors de reine mère.